# Erik Johnsen
Erik Stein Johnsen (Oslo, 4 luglio 1965) è un ex saltatore con gli sci norvegese, vincitore di due medaglie olimpiche.

## Biografia
In Coppa del Mondo esordì il 21 marzo 1987 a Oslo (15°), ottenne il primo podio il 20 gennaio 1988 a Sankt Moritz (2°) e la prima vittoria il 18 marzo successivo a Meldal.
In carriera prese parte a un'edizione dei Giochi olimpici invernali, Calgary 1988 (41° nel trampolino normale, 2° nel trampolino lungo, 3° nella gara a squadre), e a una dei Campionati mondiali, Lahti 1989 (10° nel trampolino lungo il miglior piazzamento).

## Palmarès

### Olimpiadi
- 2 medaglie:
  - 1 argento (trampolino lungo a Calgary 1988)
  - 1 bronzo (gara a squadre a Calgary 1988)

### Coppa del Mondo
- Miglior piazzamento in classifica generale: 7º nel 1988
- 6 podi (tutti individuali):
  - 2 vittorie
  - 2 secondi posti
  - 2 terzi posti

#### Coppa del Mondo - vittorie
| Data          | Località | Nazione  | Trampolino           |
| ------------- | -------- | -------- | -------------------- |
| 18 marzo 1988 | Meldal   | Norvegia | Kløvsteinbakken K105 |
| 20 marzo 1988 | Oslo     | Norvegia | Holmenkollen K105    |